# Agron (roi d'Illyrie)
Pour les articles homonymes, voir Agron (homonymie).
Agron (en grec ancien Ἄγρων), mort en 231 av. J.-C., est le roi des Ardiens, un peuple illyrien. Il est le fils de Pleurate II, lui aussi roi d'Illyrie. Polybe a dit à propos d'Agron qu'il a été un meilleur roi que tous ceux qui l'ont précédé au trône d'Illyrie.

## Biographie
Agron régnait sur les Ardiéens, un peuple d'Illyrie dont le territoire correspond au Monténégro et au nord de l'Albanie actuels. 

### Début de règne
Sous son règne, les Ardiens envahirent la ville et la région de Dyrrachium (Durrës), l'île de Corcyre (Corfou) et l'île de Hvar, ce qui en fait le règne le plus florissant du peuple illyrien. L'armée et la flotte de l'Illyrie furent célèbres à travers les Balkans en raison de toutes les conquêtes d'Agron. Ce fut grâce à lui si les navires Illyriens occupèrent la mer adriatique. Après toutes ces conquêtes au nord, Agron fit Démétrios de Pharos, l'un de ses généraux, gouverneur de l'île de Pharos (aujourd'hui Hvar), notamment parce qu'il s'agissait de l'île natale de Démétrios. 
La dernière guerre qu'il mena commença en 234 av. J.-C., quand prit fin la crise de succession d'Épire (un royaume au sud du territoire illyrien), une république ayant été fondée pour diriger l'état, et que l'Acarnanie (une province du sud d'Épire) récupéra son indépendance. Rapidement, l'Étolie en profita pour envahir les Acarnaniens en plus d'occuper la région du Golfe Ambracique et la ville d'Ambracie (qui était l'ancienne capitale du royaume d'Étolie).  Les Arcananiens demandèrent alors de l'aide à Démétrios II de Macédoine, qui, lui, fit entrer Agron dans le conflit. Ainsi, en 231 av. J.-C., devant la ville de Médion, assiégée par les Étoliens, Agron débarqua avec ses lembos (galères illyriennes). Les troupes d'Agron triomphèrent des Étoliens. La défaite étolienne et le succès d'Agron devinrent célèbres à travers la Grèce de l'époque. 

### Mort
Lorsque ses soldats revinrent lui annoncer la victoire, Agron aurait été si content de la nouvelle qu'il aurait bu jusqu'à ce qu'une crise de pleurésie le frappe au point de le tuer en quelques jours. Bien que la véracité de cette anecdote soit douteuse, l'on sait qu'Agron est bien mort en 231 av. J.-C., l'année de sa victoire.
Son fils, Pinnes (le premier enfant qu'il eut avec sa première femme, Triteuta), fut roi de iure, mais jamais de facto, car c'est la seconde femme d'Agron, Teuta, qui exerça la régence. La lignée d'Agron s'éteignit à la fin du règne de sa seconde femme.